# Fabio Massimo Castaldo
Fabio Massimo Castaldo (* 18. září 1985, Řím) je italský politik, který od roku 2014 působí v Evropském parlamentu. Dne 15. listopadu 2017 byl zvolen místopředsedou Evropského parlamentu. Nahradil Alexandra Grafa Lambsdorffa a stal se tak nejmladším místopředsedou v historii instituce. Jako poslanec Evropského parlamentu (EP) zasedal od 1. července 2014 do 15. října 2014 a znovu od 20. října 2014 a 1. července 2019 v poslaneckém klubu Evropa svobody a přímé demokracie a od 16. října 2014 do 19. října 2014 byl nezařazeným členem (Nezařazení).
Ve volbách do EP v roce 2019 byl znovuzvolen europoslancem. Dne 3. července 2019 byl znovuzvolen místopředsedou Evropského parlamentu. Kandidoval jako nezávislý politik s podporou více než 40 europoslanců z různých politických skupin, protože evropská delegace Hnutí pěti hvězd patřila ke skupině Nezařazených. Jeho zvolení představuje druhý úspěch nezávislého kandidáta, hned po zvolení Edwarda McMillana-Scotta ve volbách v roce 2009.
V červenci 2023 popřel zvěsti, že by přešel do Forza Italia z Evropské lidové strany s odůvodněním, že ho vůdce M5S Giuseppe Conte údajně vyřadil ze seznamu kandidátů pro volby do Evropského parlamentu v roce 2024 v Itálii.